# Iulia Leorda
Iulia Leorda (18 de julio de 1994) es una deportista moldava que compite en lucha libre.
Ganó una medalla de plata en el Campeonato Mundial de Lucha de 2021 y dos medallas de bronce en el Campeonato Europeo de Lucha, en los años 2021 y 2022.

## Palmarés internacional
| Campeonato Mundial | Campeonato Mundial | Campeonato Mundial | Campeonato Mundial |
| Año                | Lugar              | Medalla            | Categoría          |
| ------------------ | ------------------ | ------------------ | ------------------ |
| 2021               | Oslo (Noruega)     | Medalla de plata   | 53 kg              |
| Campeonato Europeo |                    |                    |                    |
| Año                | Lugar              | Medalla            | Categoría          |
| 2021               | Varsovia (Polonia) | Medalla de bronce  | 53 kg              |
| 2022               | Budapest (Hungría) | Medalla de bronce  | 53 kg              |